# كولن باورز
كولن باورز (بالإنجليزية: Colin Powers)‏ مواليد 2 فبراير 1956 في لندن، هو ملاكم محترف بريطاني سابق صنّف ضمن فئة وزن خفيف الوسط.

## إحصائيات
خاض خلال مسيرته 34 نزالا، فاز في 28 وتعادل في 1 وخسر في 5. فاز بالضربة القاضية في 20 نزالا.

## روابط خارجية
- كولن باورز على موقع بوكس ريك (الإنجليزية) (registration required)